# Dionica (glazba)
Dionica u glazbi, i klasičnoj (ozbiljnoj) i zabavnoj, jest ukupnost melodije i ritma koju samostalno izvodi jedan glazbenik, bilo pjevanjem bilo sviranjem, u samostalnom (solističkom) ili skupnom nastupu (orkestralnom, zborskom, komornom), u sklopu jednoga glazbenoga djela. Članovi istoga glasa u pjevačkom zboru ili vokalnom sastavu te svirači istoga glazbala u orkestru ili glazbenom sastavu u pravilu imaju jednaku dionicu, uz iznimke solista. Tako se govori o orkestralnim, solističkim, instrumentalnim, zborskim, vokalnim i inim dionicama (pr. pozadinskoj).